# Miguel van Assen
Pour les articles homonymes, voir Assen (homonymie).
Miguel van Assen (né le 30 juillet 1997) est un athlète surinamais, spécialiste du triple saut.

## Carrière
Le 24 juin 2017 à Luque (Paraguay), il bat le record national et remporte le titre continental du triple avec 16,94 m (vent favorable 2,0 m/s). Le 2 août 2018, il porte ce record à 16,96 m pour décrocher la médaille de bronze des Jeux d'Amérique centrale et des Caraïbes de Barranquilla, derrière les Cubains Cristian Nápoles (17,34 m) et Jordan Díaz (17,29 m).

## Palmarès
| Date | Compétition                              | Lieu         | Résultat | Épreuve     | Marque  |
| ---- | ---------------------------------------- | ------------ | -------- | ----------- | ------- |
| 2013 | Championnats du monde cadets             | Donetsk      | finale   | Triple saut | NM      |
| 2014 | Championnats du monde juniors            | Eugene       | 11e      | Triple saut | 15,51 m |
| 2014 | Jeux olympiques de la jeunesse           | Nankin       | 1er      | Triple saut | 16,15 m |
| 2016 | Championnats du monde juniors            | Bydgoszcz    | 8e       | Triple saut | 15,75 m |
| 2017 | Championnats d'Amérique du Sud           | Luque        | 1er      | Triple saut | 16,94 m |
| 2017 | Jeux de la solidarité islamique          | Bakou        | 2e       | Longueur    | 7,63 m  |
| 2017 | Jeux de la solidarité islamique          | Bakou        | 3e       | Triple saut | 16,64 m |
| 2018 | Jeux sud-américains                      | Cochabamba   | 1er      | Triple saut | 16,81 m |
| 2018 | Jeux d'Amérique centrale et des Caraïbes | Barranquilla | 3e       | Triple saut | 16,96 m |
| 2019 | Championnats d'Amérique du Sud           | Lima         | 3e       | Triple saut | 16,11 m |
| 2021 | Championnats d'Amérique du Sud           | Guayaquil    | 3e       | Triple saut | 16,73 m |

## Records
| Épreuve     | Performance  | Lieu         | Date        |
| ----------- | ------------ | ------------ | ----------- |
| Triple saut | 16,96 m (NR) | Barranquilla | 2 août 2018 |